# Distichophyllum lorianum
Distichophyllum lorianum är en bladmossart som beskrevs av Fleischer 1908. Distichophyllum lorianum ingår i släktet Distichophyllum och familjen Hookeriaceae. Inga underarter finns listade i Catalogue of Life.